# Замки і міські стіни короля Едуарда І в Гвінед
53°8′23″ пн. ш. 4°16′37″ зх. д. / 53.13972° пн. ш. 4.27694° зх. д.
Замки і міські стіни короля Едуарда І в Гвінед (англ. Castles and Town Walls of King Edward in Gwynedd) включені ЮНЕСКО до Світової спадщини і розташовані в графстві Гвінед, Уельс. Цей об'єкт включає замки Бомаріс і Гарлек та замки і міські мури Карнарвон і Конві. ЮНЕСКО вважає ці споруди «кращими зразками європейської військової архітектури кінця 13 століття і початку 14 століття».
Оборонні споруди були побудовані королем Едуардом I після його вторгнення до Північного Уельсу в 1282 році. Едуард переміг місцевих валлійських князів у великій кампанії і зайнявся постійною колонізацією території. Він створив нові укріплені міста, захищені замками, в яких могли б оселитися англійські іммігранти і управляти територіями. Проект був дуже дорогим і розтягнув королівські ресурси до межі. У 1294 році відбулися нові валлійські повстання Мадога ап Ллівеліна. Конві і Гарлек, до яких можливо було постачання морем, вистояли проти атаки, а Карнарвон, завершений лише частково, був узятий штурмом. В результаті Едуард оживив програму будівництва і наказав про початок будівництва в Бомарісі. Однак війни Едуарда в Шотландії стали споживати все більше королівських ресурсів і скоро роботи знов уповільнились. Будівельні роботи на всіх укріпленнях припинилися до 1330 року, і Карнарвон та Бомаріс не були повністю завершені.
Оборонні споруди відігравали важливу роль у конфліктах в Північному Уельсі протягом наступних століть. Вони були залучені у повстанні Гліндура на початку 15 століття та Війні червоної та білої троянд наприкінці 15 століття. Незважаючи на зниження військового значення після вступу династії Тюдорів на престол у 1485 році, вони були втягнуті у Громадянську війну в 17 столітті. В результаті конфлікту, парламент зобов'язав умисне знищення частин Конві і Гарлека, а от загроза навали про-роялістів з Шотландії дозволила Карнарвону і Бомарісу залишитися цілими. Однак до кінця 17 століття замки поступово зруйнувалися через відсутність догляду. Вони стали популярними у приїжджих художників наприкінці 18-початку 19 століть, і кількість відвідувачів збільшилася, коли доступ до території у Вікторіанську епоху покращився. Британська держава вклала величезні кошти в замки і міські стіни протягом 20-го століття, відновивши багато їх середньовічних рис. У 1986 році споруди були колективно оголошені об'єктом Світової спадщини ЮНЕСКО, як видатні приклади фортифікацій та військової архітектури, побудованих в 13 столітті, і зараз управляються як туристичні пам'ятки Валлійським агентством культурної спадщини «Cadw».
Більшу частину 20-го століття історія замків і міських стін розглядалися в першу чергу з військової точки зору. Використання в них концентричної оборони, барбаканів і великих воріт примусило Д.Дж.Кеткарта Кінга описати їх як «зеніт англійського будівництва замків», а Сідні Тоя — оцінити їх як «одні з найпотужніших замків будь-якого віку чи країни». Наприкінці 20-го і початку 21-го століть історики, такі як Майкл Прествіч і Абігейл Вітлі, також підкреслили роль замків як палаців і символу королівської влади. Місця розташування замків, таких як Карнарвон і Конві, були обране не лише за їх військові функції, а і за їх політичне значення, оскільки англійські замки були збудовані поверх місць влади валлійських князів. Замки включали розкішні апартаменти і сади, з метою підтримки великих королівських дворів у розкоші. Замок Карнарвон і міські стіни мали дорогу кам'яну кладку, ймовірно, призначену, щоб викликати образи Артурівської або римської імператорської влади для того, щоб підтримати особистий престиж Едуарда. Точна роль королівського архітектора Джеймса з Сент-Джорджа у будівельних проектах замків, а також вплив його рідного королівства Савойї на проекти, залишається предметом дискусії вчених.

## Історія

### 13-14 століття

#### Підґрунтя

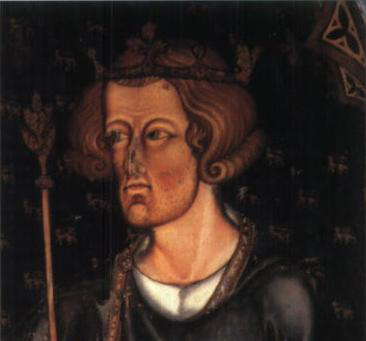
Це зображення у Вестмінстерському абатстві вважається портретом Едуарда I

Замки і міські стіни короля Едуарда І в Гвінеді були побудовані як наслідок війн за контроль над Уельсом наприкінці 13 століття. Королі Англії та князі (принці) Уельсу змагалися між собою за контроль над регіоном з 1070-х, і норманська та англійська шляхта і поселенці поступово розширювали території протягом наступних декількох століть. Однак у 1260-х, валлійський лідер Лллівелін ап Гріффіт використав громадянську війну між Генріхом III і бунтівними баронами Англії, щоб стати панівною силою, і був офіційно визнаний як принц Уельський в рамках угоди в Монтгомері.
Едуард I став королем Англії 1272 р. Він мав великий досвід ведення війни і облоги: май досвід війни в Уельсі в 1257 році, очолював шестимісячну облогу замку Кенілворт в 1266 році і вступив в хрестовий похід у Північну Африку в 1270 році. Він бачив численні європейські укріплення, в тому числі міста, побудовані за планом і оточені мурами, та план замку в місті Ег-Морт. Зі вступом на престол, одним із його найперших дій було відремонтувати і розширити королівську фортецю Тауер. Едуард також відповідальний за створення ряду міст, збудованих за планом та зазвичай обнесених стіною, які мали назву бастіди, по всій Гасконі, як частини його спроб зміцнити свій авторитет в регіоні. Едуард також наказав створення таких планованих нових міст по всій Англії.
Між тим, відносини між Едуардом і Ллівеліном швидко погіршились, і Едуард вторгся в Північний Уельс в 1276 році в спробі повалити владу Ллівеліна. Під час війни Едуард побудував кілька великих замків, які мали допомогти краще контролювати регіон і виступати базою військових кампаній. Едуард був успішним у війні і угода в Аберконві 1277 року підтвердила англійське панування, поділивши більшість земель Ллівеліна між його братами і Едуардом.

#### Війна 1282–83 років

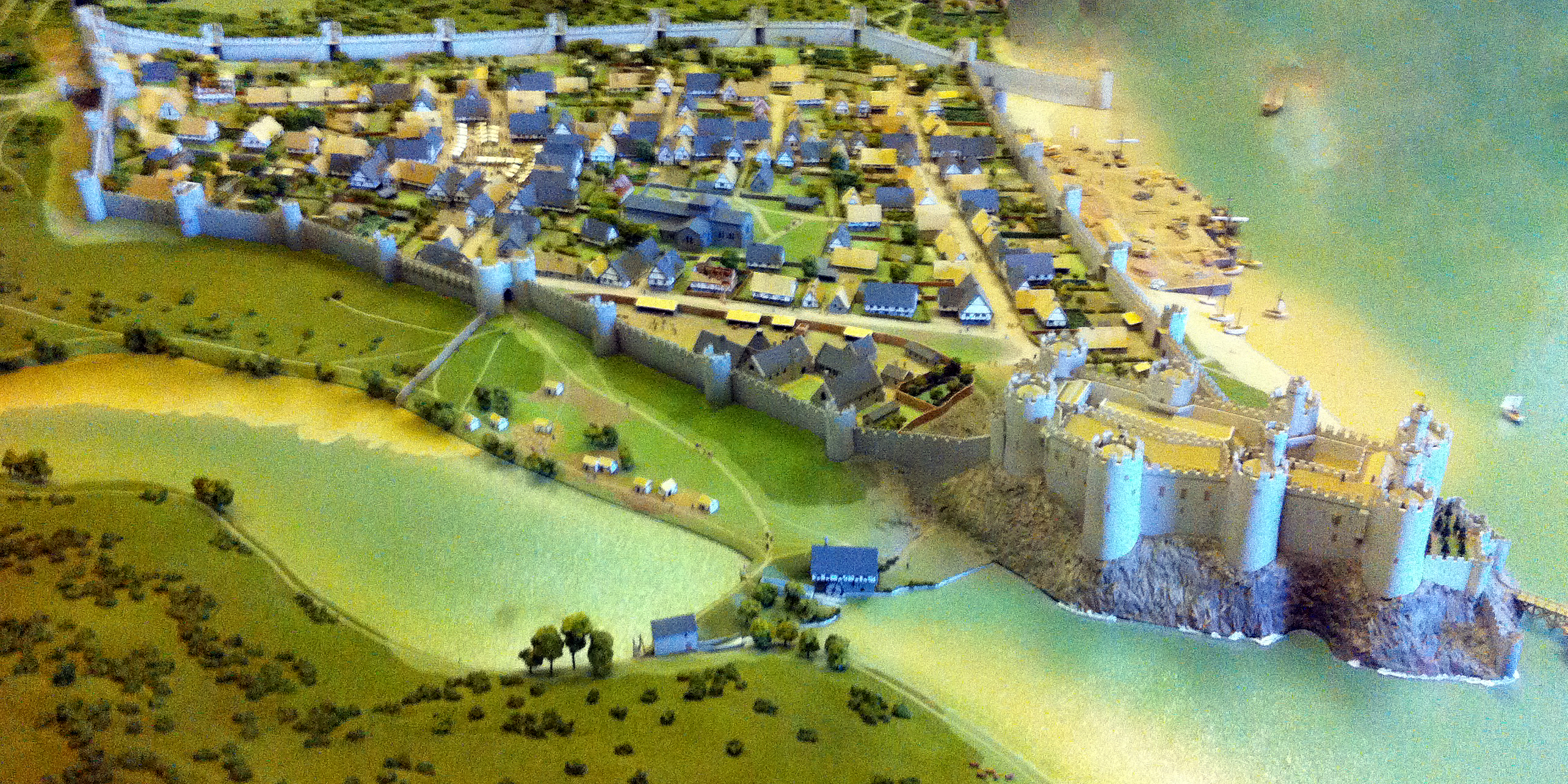
Реконструкція замку Конві і міських стін наприкінці 13 століття

Едуард і його союзники серед валлійських князів незабаром почали знову сваритися, і на початку 1282 спалахнуло повстання, очолюване братом Ллівеліна, Дафіддом ап Грифітом. Едвард відреагував на повстання, мобілізувавши королівську армію в 8000 піхотинців і 750 кінників, з якою він вирушив на північ до Руддлана, а Південному і середньому Уельсі військом Марк-Лорда наступали з Кармартена і Монтгомері Едуард потім організував військово-морську навалу на острів Англсі і збудував тимчасовий міст, щоб перебратися на материк, перенісши війну у серце Уельсу — Сноудонію. Ллівелін був убитий в грудні того ж року, на початку 1283 року Дафідд був схоплений і страчений.
Замість повторення угод, які раніше провалилися, Едуард вирішив колонізувати Північний Уельс на постійній основі. Залишок королівської сім'ї Ллівеліна і Дафідда був зім'ятий, а їх землі поділені між вищою англійською шляхтою. Управління Уельсом було змінено і його порядок був викладений у Статуті Руддлана, прийнятому 3 березня 1284 року. Уельс був розділений на графства та шири (області), за прикладом Англії, і було створено три нові області на північному заході: Карнарвон, Меріонет і Анґлсі.
Як частину цієї схеми, 1283 року Едуард наказав будівництво нових замків і фортець міст на окупованих територіях, зокрема, для стимулювання істотної англійської міграції до регіону. Серед них були майбутні об'єкти Світової спадщини — замок Карнарвон і його обнесене муром місто, які височіли над рікою Сейонт; замок Конві і його обнесене муром місто, які контролювали брід через річку Конві; замок Гарлек для захисту морського порту і нового англійського містечка. Ймовірно існували плани встановити замок і поселення-фортецю недалеко від стратегічно важливого міста Лланваес на Англсі — майбутній Бомаріс, — але вони були відкладені через видатки на інші проєкти.
Нові міста були важливими адміністративними центрами для нових англійських урядових структур: Карнарвон і Гарлек були центрами нових ширів (областей), а Конві відповідав за нове графство (округ). Замки були ключовими військовими базами, але були спроектовані, щоб функціонувати як королівські палаци, здатні підтримувати короля і королівський двір в безпечному комфорті. Кілька проектів також мали особливе, символічне значення. Конві був навмисно розташований на місці абатства Аберконві, традиційної усипальниці валлійських князів; саме абатство було переселено на вісім миль вглиб території. Місцеві валлійські правителі цінували місце колишнього римського поселення у Карнарвоні за його імперську символіку, і частини укріплень валлійських князів були захоплені і символічно повторно використані для побудови там нового замку Едуарда. Місце замку Гарлек було пов'язано з легендою про Бранвен, валлійську принцесу.

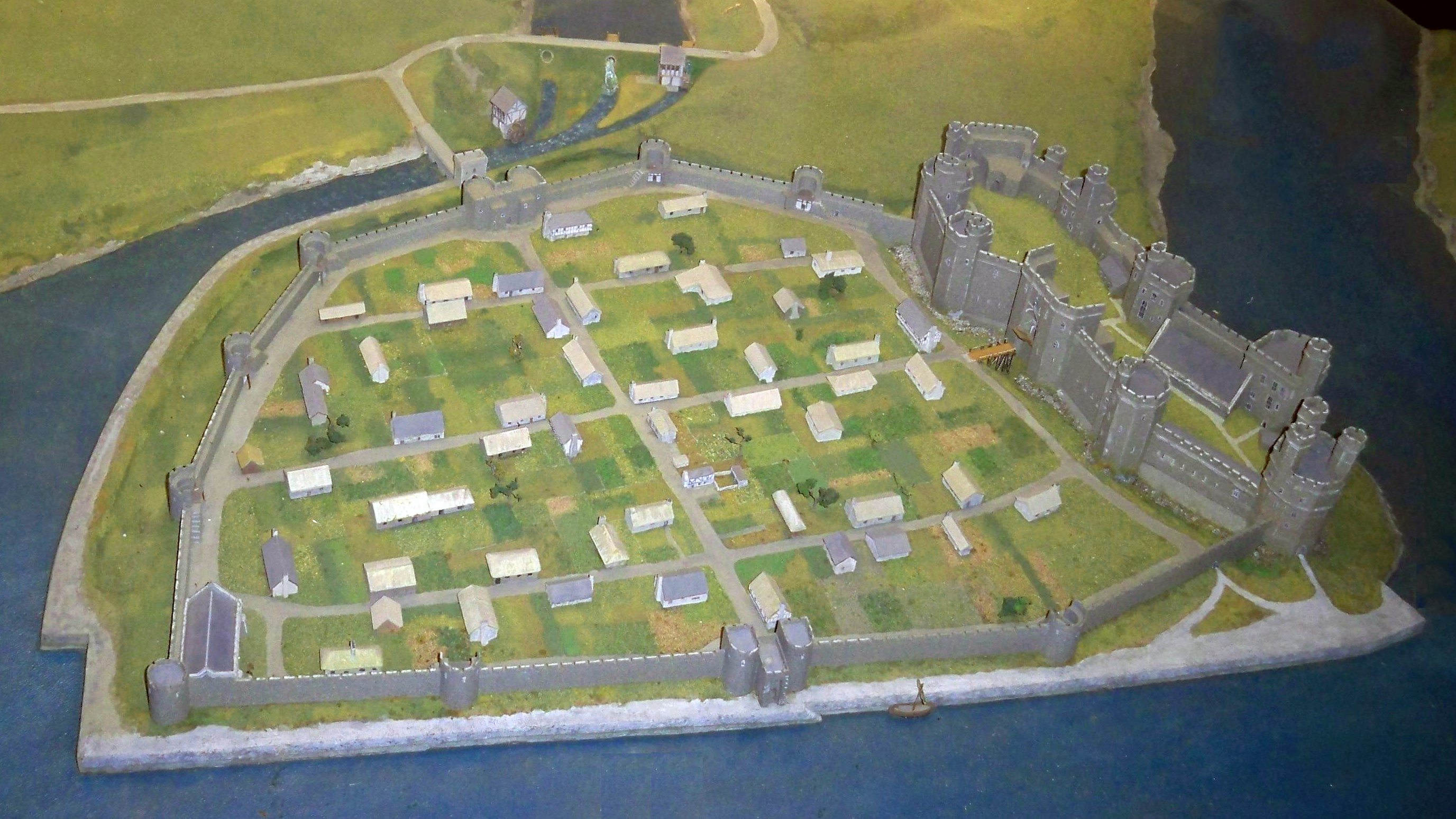
Реконструкція замку Карнарвон і міських стін наприкінці 13 століття

Едуард найняв довірених архітекторів і інженерів для реалізації проектів, особливо савойського майстра Джеймса з Сент-Джорджа, а також близького друга Едуарда Отто де Грансона, солдата сера Джона де Бонвіяра і майстра-каменяра Джона Френсіса. Після війни 1272 року англійці вже будували замки, як правило, більші і дорожчі, ніж у місцевих валлійських правителів, але нові укріплення були ще більшими. Щовесни теслярі, землекопи і каменотеси збирались місцевими шерифами зі всієї Англії і переглядались у Честері і Едінбурзі перед відправкою на північ Уельсу і повертались додому кожну зиму. Кількість працівників була настільки великою, що мала сильний тиск на англійську робочу силу. Витрати були величезними: замок Карнарвон і міські мури коштували £15 500; замок і стіни Конві — близько £15 000, а замок Гарлек — £8 190.
Міста-фортеці були заплановані регулярними, спираючись на досвід як їх еквівалента — бастидів у Франції, так і різних англійських планових поселень. Їх новими мешканцями були англійські мігранти, а місцевим валлійцям заборонялось жити всередині міських мурів. Міста мали різні рівні успіху: якщо вимірювати його бургажами (міською власністю, яку Корона надавала в оренду громадянам), Конві мало 99 бургажів близько 1295 року, а Карнарвон — 57 у 1298 році; Гарлек сильно відставав у плані зростання — в місті було всього 24 з половиною бургажа в 1305 році. Едуард доручив замки констеблям, які мали їх захищати і, в деяких випадках, також мали право захищати також міські стіни. Були створені постійні гарнізони солдат, оснащених арбалетами і обладунками — 40 у Карнарвоні, 30 у Конві і 36 у Гарлеку. Всі міста при замках були портовими і могли  при необхідності постачатись по морю, що було важливою стратегічною перевагою, оскільки флот Едуарда мав майже повне домінування навколо вздовж валлійського узбережжя. Замки були оснащені задніми або потаємними воротами, які дозволили б їм отримувати постачання прямо з моря, навіть якщо місто б впало.

#### Повстання 1294–95 років

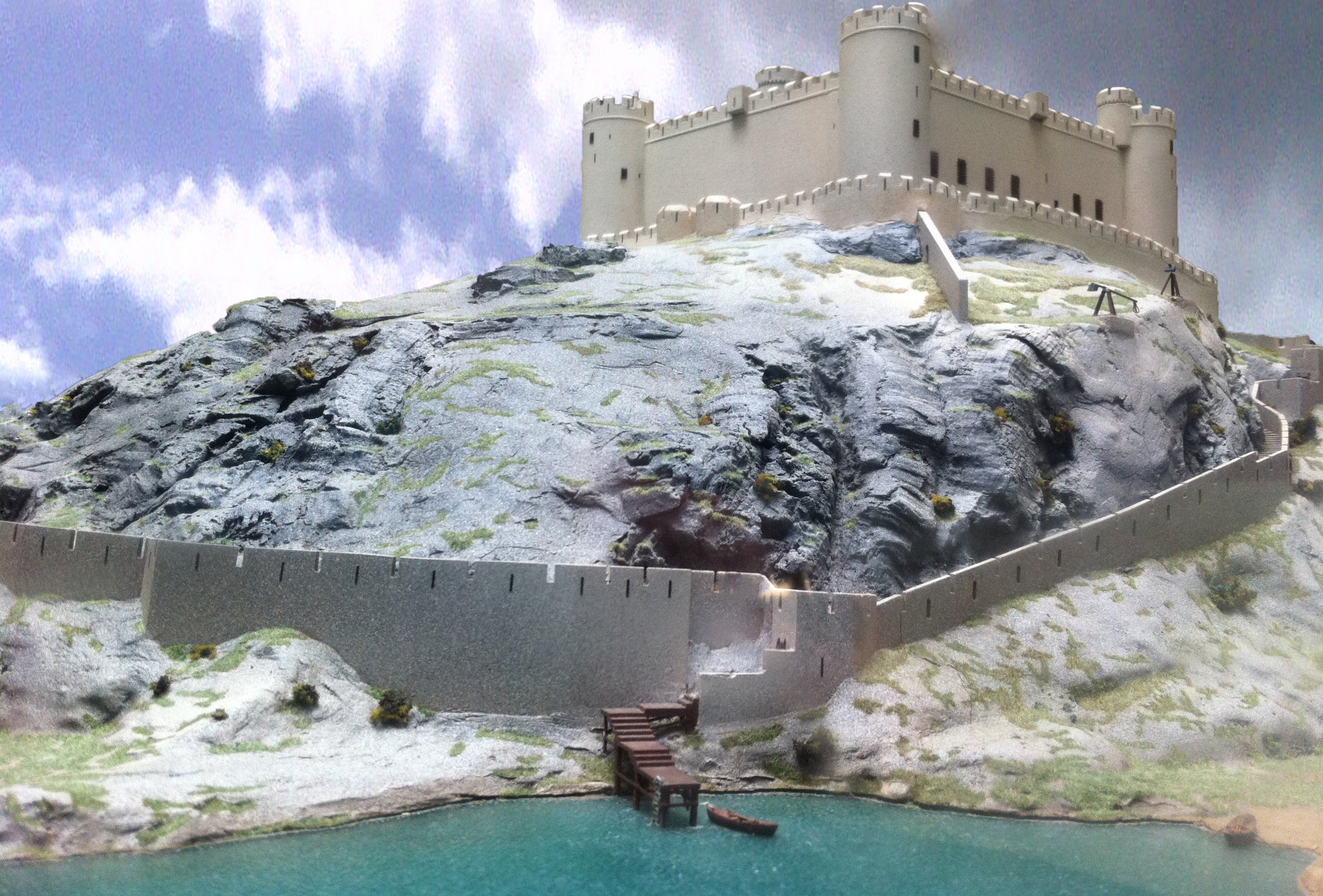
Реконструкція замку Гарлек на початку 14 століття, вид з моря

Укріплення Едуарда були перевірені на міцність в 1294 році, коли Мадог ап Ллівелін повстав проти англійського панування, що було першим великим повстанням після завоювання. Валлійці ймовірно повстали через введення оподаткування і Мадог мав значну підтримку. До кінця року Едуард повернувся в Уельс з великою армією і рушив на захід від Честера, досягши свого замку Конві до Різдва. Там він потрапив у пастку і був в облозі до січня 1295 року, отримуючи постачання тільки по морю, перш ніж додаткові війська прибули в лютому, щоб зняти облогу.  Гарлек також був обложений, але врятований від ураження прибуттям поставок морем з Ірландії. Карнарвон, однак, був збудований лише частково і впав під навалою валлійців; замок та місто були підпалені. У Англсі, валлійські сили вбили королівського шерифа.  Навесні Едуард контратакував силами 35 000 солдатів, придушивши повстання і вбивши Мадога.
Після придушення заколоту, Едвард наказав відновити роботи по ремонту і добудові Карнарвона. Коли Англсі був повторно ним зайнятий, він також відновив раніше відкладені плани укріплення території. Обране місце називалося Бомаріс і було розташовано близько 1,6 км від валлійського міста Лланваес. Тому було прийнято рішення переселити валлійське населення міста на  19 км на північний захід, де для нього було створено нове поселення Ньюборо. Депортація місцевих валлійців відкрила шлях для будівництва англійського міста, захищеного великим замком. На майданчику почалося шалене будівництво під керівництвом Джеймса з Сент-Джорджа, а працівники жили у тимчасових хатинах в центрі недобудованого укріплення. Проект був дуже дорогим, часто мав суттєві заборгованості, та до 1300 року коштував близько £11 000. Незважаючи на відсутність міських мурів, навколишнє селище швидко росло і у 1305 році мало 132 з чвертю бургажі, які платили оренду Короні.
До 1300 року належним чином були завершені тільки Гарлек і Конві: міські мури Карнарвона були закінчені, але замок був ще не завершений, а в замку Бомаріс внутрішні мури лише досягли лише половину запланованої висота, а зовнішні стіни мали отвори. До 1304 року загальна програма будівництва в Уельсі коштувала не менше £80 000, майже в шість разів більше річного доходу Едуарда.  Тим часом Едуард був втягнутий в тривалу послідовність воєн в Шотландії, які почали споживати його увагу і фінансові ресурси, і в результаті подальша робота над замками Уельсу сповільнилася майже до припинення. У 1306 році Едуард занепокоївся можливим шотландським вторгненням в Північний Уельс, що прискорило нові будівельні роботи, але грошей вже надходило набагато менше, ніж раніше. До 1330 року всі нові роботи остаточно припинилися, і Карнарвон і Бомаріс ніколи не були повністю завершені.

#### Занепад

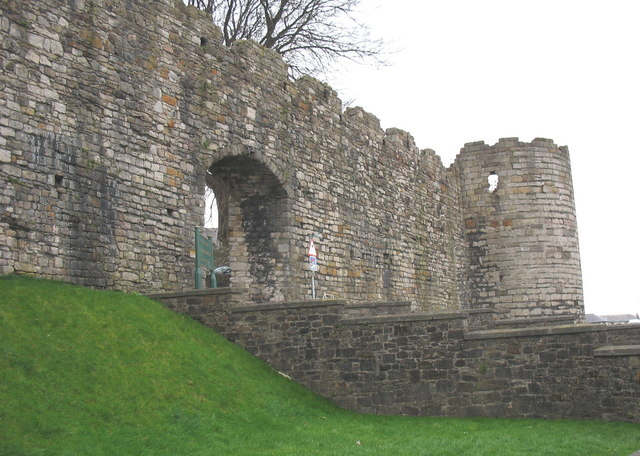
Північні ворота міських мурів Карнарвона

Утримання замків виявилося складним, і вони швидко приходили в непридатність. Гроші, які отримували констеблі замків на утримання замку і підтримку його гарнізону і з початку не були великі, а потім значно скоротилися в 14 столітті. Констебль замку Конві мав £190 на рік 1284 року і лише £40 на рік у 1390-ті; фінансування Гарлеку аналогічно впало з £100 на початку до лише £20 у 1391 р. Огляд 1321 року повідомляв, що Конві був погано обладнаний, з обмеженими запасами і страждав від дірявих дахів і гнилого дерева, а в 1330-х роках Едуард III був проінформований, що ні один із замків не був в придатному стані для утримання королівського двору, якщо б він хотів відвідати регіон. Огляд 1343 року показав, що замку Бомаріс необхідні масштабні ремонтні роботи, оскільки кілька веж були зруйновані.
Деколи ремонт і реставрація таки проводились. Коли Едуард II був під загрозою в Південному Гвінеді від родини марк-лорда Мортімера, він наказав своєму шерифу, сер Гріффіту Ллівду, додати додаткові вежі до укріплень, які вели до воріт. Едуард Чорний Принц виконав значні роботи на Карнарвоні, коли отримав контроль над цією фортифікацією 1343 року.
Наприкінці 14 століття, замок Конві був залучений до падіння Річарда II. Річард повернувся з Ірландії в серпні 1399 і сховався в замку від сил суперника Генрі Болінгброка. Генрі Персі, перший герцог Нортумберленда, емісар Болінгброка, вирушив до замку, щоб провести переговори з королем. Генрі Персі прийняв присягу в замку каплиці, щоб захистити короля, якщо він погодиться залишити замок, але, коли Річард вийшов з замку, він був одразу узятий в полон і був відвезений у темницю замку Понтефракт, де і помер.

### 15-17 століття

#### Повстання Гліндура і Війна червоної та білої троянд

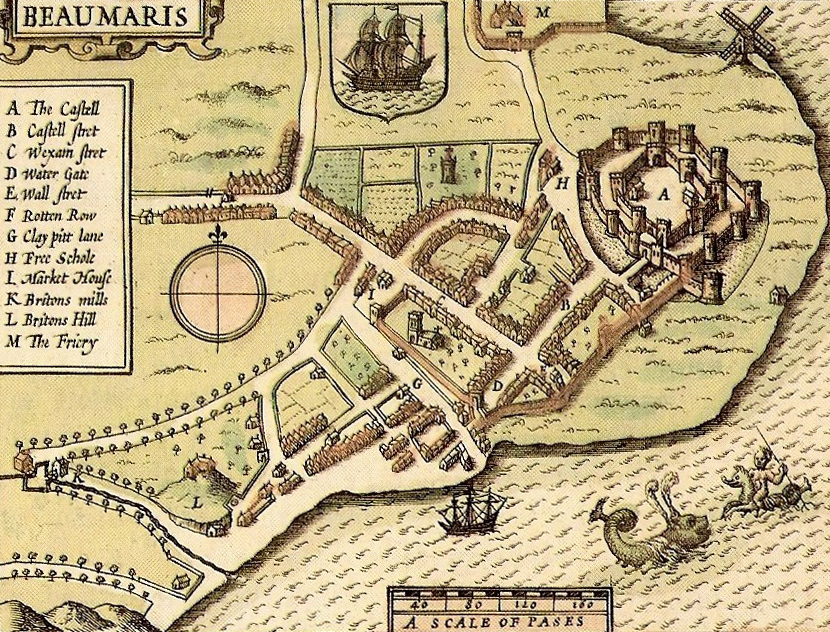
Джон Спід зафіксував майбутню Світову спадщину в серії знаменитих карт 1610 року, таких як ця, що показує замок і прилегле укріплене місто Бомаріс.

Напруженість у відносинах між валлійцями і англійцями не припинялась і 1400 року вилилась у повстання Гліндура. На початку конфлікту, гарнізон Гарлек був погано екіпірований, а замок Конві перебував у занепаді. Конві був узятий на початку конфлікту двома валлійськими братами які взяли замок хитрою атакою, що дозволило валлійським бунтівникам атакувати і захопити решту укріпленого міста. Карнарвон був обложений у 1401 році, а в листопаді того ж року недалеко від міста відбулася битва Тутхілл між захисниками Карнарвона та осаджуючими силами В 1403 і 1404 роках Карнарвон був знову обложений валлійськими військами при підтримці французьких сил, але вистояв проти атак. У Бомаріс справи були гірші — він був в облозі і захоплений повстанцями у 1403 році, але був відбитий королівським військам у 1405 році. Гарлек був атакований і взятий наприкінці 1404 року, ставши військовою штаб-квартирою Овейна Гліндура, поки англійські війська під командуванням майбутнього Генріха V не відвоювали замок в облозі зимою 1408-09 рр. До 1415 року повстання було повністю придушене, але роль великих замків і міських стін оцінюється істориком Майкл Прествічем були «не більше, ніж частково успішними».
Пізніше того ж століття, спалахнула серія громадянських воєн, відомих як Війна Червоної та Білої троянд, між ворогуючими угрупованнями Ланкастерів і Йорків. Після битви при Нортгемптоні в 1460 році, Гарлек став притулком для королеви Маргарити Анжуйської, а між 1461–68 рр. він утримувався її прихильниками з Ланкастерів під командуванням Дафідда ап Йеана, проти йоркіста Едуарда IV. Завдяки його природному захисту та шляхам постачання по морю, Гарлек витримав і в підсумку став останнім великим оплотом під контролем Ланкастерів. Він нарешті впав після місяця облоги, що надихнуло пісню «Men of Harlech».
Піднесення династії Тюдорів на англійський трон в 1485 р. поклало кінець війні червоної та білої троянд і спричинило зміни в системі управління Уельсом. Тюдори мали валлійське походження і їх правління припинило ворожнечу між валлійцями та англійцями. В результаті замки Едуарда стали менш важливими. Вони були занедбані, і в 1538 році повідомлялося, що багато замків в Уельсі були «сильно зруйновані та впали у занепад через відсутність ремонтів». Гарлек, як видається, не був відремонтований після облоги 1468 року і повністю зруйнувався. Конві був відновлений Генріхом VIII в 1520-х і 1530-х роках, але незабаром прийшов в занепад в черговий раз, і був проданий Короною 1627 року. Скарги на поганий стан Бомаріс накопичувались і у 1609 році замок був класифікований як «повністю занедбаний». Стіни замку Карнарвон були цілі, але будівлі всередині прогнили і падали. У 1610 р. картограф Джон Спід створив відому серію ілюстрованих карт містечок Північного Уельсу, включаючи їх замки і укріплені міста, які стали іконічними зображеннями цих місць на рубежі 17-го століття.

#### Громадянська війна і після неї

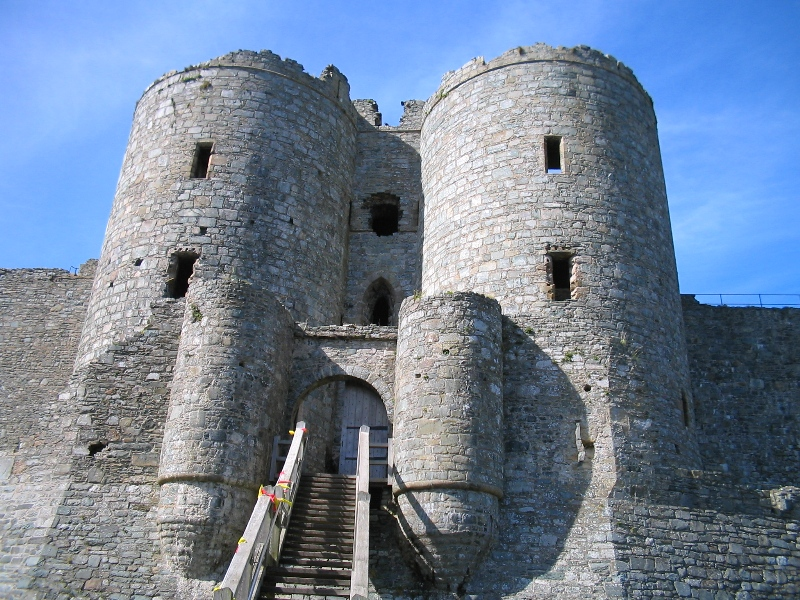
Надбрамна вежа Гарлека, частково зруйнована парламентом після Громадянської війни

У 1642 році спалахнула Громадянська війна між Роялістами, прихильниками Карла I, і прихильниками парламенту. Укріплення в Північному Уельсі утримувались прихильниками короля і в деяких випадках стали стратегічно важливими як частина маршруту комунікації між королівськими силами, що діяли в Англії, і постачанням та підкріпленнями в Ірландії. Укріплення замків і міст були відремонтовані значними зусиллями рахунок і приведені до ладу, в них розміщувались гарнізони місцевих Роялістів. Однак в Англії переміг Парламент і у 1646 році його війська були в змозі наступати в Північному Уельсі. Карнарвон, Бомаріс і Конві були захоплені того ж року. Гарлек — остання королівська фортеця — здався в березні 1647 р., знаменуючи закінчення першого етапу громадянської війни.
Після закінчення війни, парламент наказав «обрізання» замків по всій країні, тобто навмисне знищення або пошкодження цих споруд для запобігання їх використання в наступних повстаннях Роялістів. Північний Уельс був особливим випадком, оскільки були побоювання, що Карл II міг би очолити Пресвітеріанське повстання в Шотландії та організувати морську атаку на регіон. У Конві, Бомарісі і Карнарвоні спочатку були розміщені гарнізони парламенту, щоб захистити від такого нападу. Конві був пізніше частково «обрізаний» у 1655 році, а от Карнарвон і Бомаріс не зазнали такої участі взагалі. Гарлек, який був малоймовірною шотландською метою, був виведений з ладу парламентом, але не був повністю знищений.
У 1660 Карл II був відновлений на престолі і володіння замками помінялось ще раз. Контроль над Бомаріс був повернутий родині Балклі, традиційним констеблям замку, який оперативно позбавили замок від всіх матеріалів, що залишилися, включаючи покрівлю, а Конві був повернутий родині Конвей, яка також витягла з замку весь свинець та лісоматеріалами, також завівши його в руїну Новий уряд Карла розглядав Карнарвон (замок і міські стіни) як ризик безпеці і наказав їх знищити, але цей наказ не був виконаний, можливо, через вартість такої діяльності.

### 18-те–21-ше століття

#### Мальовничі пам'ятки

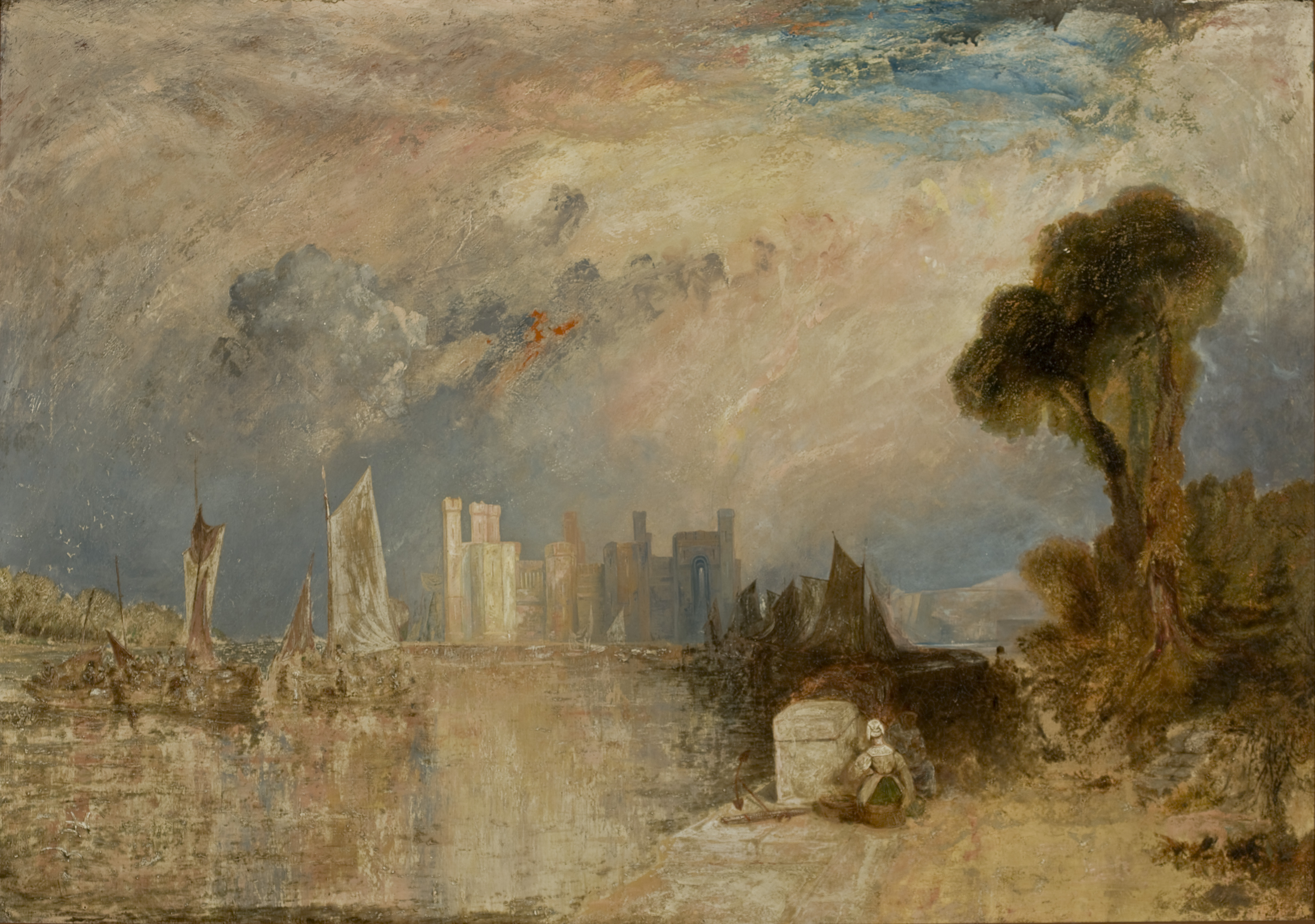
Мальовниче зображення замку Карнарвон роботи Вільяма Тернера

Території замків почали передавати у приватну власність. Лорд Томас Балкли купив Бомаріс у Корони 1807 року, включивши його до парку, що оточував його місцеву резиденцію. Замок Конві замок був орендований нащадками родини Конвей голландській родині. У кінці 18го та 19 столітті зруйновані замки почали вважатися мальовничими і піднесеними, залучаючи відвідувачів і художників з широкої території. Ця мода була спричинена подіями наполеонівських воєн на рубежі 19-го століття, які зробили важким для британських художників побувати на континенті, і натомість багато з них здійснювали поїздки в Північний Уельс. До цих художників належали Джон Селл Котман, Генрі Гастіно, Томас Гіртін, Мозес Гріффіт, Юлій Цезарь Ібетсон, Пол Сендбі, Вільям Тернер і Джон Варлі.  Руїни сильно заросли плющем та іншою рослинністю. У 1830-х рр. кам'яні стіни Карнарвона почали падати і Корона найняла Ентоні Салвіна для проведення аварійного ремонту.
Протягом 19-го століття транспортна інфраструктура в регіоні почала поліпшуватися, додавши до потоку відвідувачів на території замків, в тому числі і майбутню королеву Вікторію в 1832 році. В середині 19-го ст. на територіях замків почались академічні дослідження, особливо в Карнарвоні і Конві. Почав зростати інтерес місцевої і центральної влади. У 1865 замок Конві перейшов до цивільного керівництва міста Конві, яке почало реставраційні роботи на руїнах, в тому числі реконструкцію зруйнованої парламентом вежі пекарні. З 1870-х років уряд фінансував ремонт замку Карнарвон. Заступник констебля, Ллівелін Тернер, курирував роботу, здійснивши спірне відновлення та реконструкцію замку, а не просто консервацію існуючого кам'яної кладки. Незважаючи на протести місцевих жителів, рів на північ від замку був очищений від пост-середньовічних будівель, які, як вважалось, псували вигляд.

#### Державна реставрація

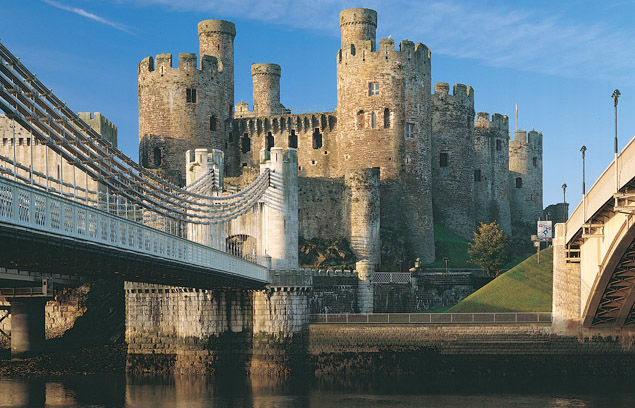
Замок Конві, в оточенні трьох мостів 19-го і 20-го століття

На початку 20 століття в центральний уряд Британії почав викуповувати право управління замками. Карнарвон ніколи не покидав пряме управління корони, але Гарлек був переданий в управління Офісу будівель в 1914 році, потім Бомаріс в 1925 році, а нарешті Конві був відданий в оренду Міністерству будівель у 1953 році. Держава вкладала величезні кошти у збереження пам'яток. У 1920-ті роки відбулись великомасштабні роботи по консервації Бомаріса і Гарлека — була видалена рослинність, викопані рви і відремонтована кладка, але в іншому залишаючи вигляд недоторканим та уникаючи прямого відновлення. В Конві велика робота була проведена в 1950-х і 1960-х рр., у тому числі очищення від новіших будівель, що притулялись до стін 13-го століття.
На початку 20-го століття виросли наукові дослідження територій замків, і, коли Міністерство будівель взяло їх під контроль, почалось виділення державних коштів на ці дослідження. Історики, такі як Сідні Той і Чарльз Пірс, друкували надрукували праціо про дослідження, а самі дослідження продовжилися під керівництвом Арнольда Тейлора, який приєднався до Офісу будівель як помічник інспектора 1935 року. Основні його наукові праці були опубліковані в 1950-х роках. Тейлор також відіграв важливу роль в успішному протистоянні дорожнім проектами, запропонованим в 1970-х роках, які б мали істотний вплив на вигляд території довкола Конві. Наприкінці 20 століття, історичними художниками були намальовані детальні реконструкції замків, включаючи Террі Болла, Джона Банбері та Івана Лаппера.
«Cadw», служба історичного середовища уряду Уельсу, був утворений 1984 року і взяв на себе управління чотирма замками, використовуючи їх як туристичні визначні пам'ятки. У 2007 році їх відвідало 530 000 туристів. Наприкінці 20-го — початку 21-го століть, замки і мури відігравали більш значну роль у дебатах навколо валлійської ідентичності. Використання Карнарвона в інвеститурі принца Уельського в 1911 і 1969 роках, наприклад, оскаржувалось валлійськими націоналістами, такими як Алун Ффред Джонс. Cadw розширив інформацію, яка розташовувалась на території замків, щоб надати більше уваги впливу створення замків на корінних валлійців та ролі валлійських князів у подіях, що призвели до самого вторгнення Едуарда 1282 року.

#### Створення об'єкту Світової спадщини
У 1986 році території замків та укріплених міст були колективно оголошені ЮНЕСКО об'єктом Світової спадщини, який називається «замки і міські мури короля Едуарда в Гвінед». ЮНЕСКО вважає замки і міські мури «кращими зразками військової архітектури в Європі кінця 13 століття і початку 14 століття». Крім того, ЮНЕСКО відзначив важливість їх зв'язку з Едуардом I і Джеймсом з Сент-Джорджа, їх масштаб і передову військову архітектуру, їх надзвичайно хороший стан і історичне документування. Об'єкт вимагає постійного обслуговування, наприклад £239 500 було витрачено у 2002-03 рр. на збереження історичної частини територій. Довкола замків та мурів були створені «буферні зони», спрямовані на захист видів і оточення від неправильного розвитку або шкоди. Території захищені сумішшю британського законодавства по охороні пам'яток, історичних будівель і заповідників.

## Архітектура

### Тлумачення

#### Військова архітектура

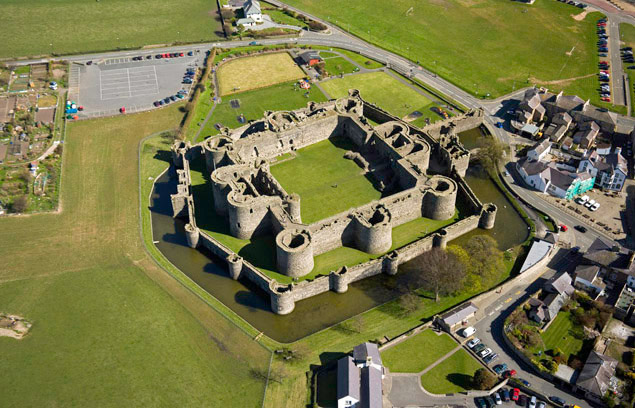
Вид з повітря на замок Бомаріс показує його концентричну оборону

Замки і міські мури короля Едуарда в Гвінед використали ряд військових елементів, розроблених наприкінці 13-го століття. В результаті, протягом більшої частини 20-го століття, історики розглядати ці території як еволюційну вершину наукової військової архітектури. Д.Дж. Кеткарт Кінг охарактеризував їх як «зеніт англійського замкового будівництва», а Сідні Той вважав їх «одними з найпотужніших замків будь-якого віку і країни». Замки включали концентричні укріплення, в яких внутрішні стіни замку були повністю всередині зовнішньої оборони, з висотою і кутами, розрахованими таким чином, щоб дозволити вести вогонь назовні з обидвох кілець стін, як видно у Гарлеку і Бомарісі. Витягнуті вузькі замки, такі, як Конві, будувались на високих гірських утвореннях, що ускладнювало будь-яку атаку. До укріплень вбудовувались віконця для стрільби та барбакани, з декількома вогневими платформами, вбудованими в стіни, що дозволяло масовано використовувати лучників. Додатковим захистом у деяких випадках слугували надбрамні будинки з характерними вежами-близнюками, які замінили старіший донжон як центральну фортецю оборони.
Незважаючи на ці переваги, за сучасним розумінням, замки і міські мури також мали військові недоліки. Замки були набагато більшими, ніж це було потрібно для того, щоб захистити від атаки валлійців, але їх масштаб означав, що Корона не могла забезпечити замкам належне утримання чи гарнізон. Деколи укріплення були просто занадто великі, і як відзначив історик Майкл Прествіч, менші проекти насправді могли бути більш ефективним. Історик Річард Морріс припустив, що замки не були науково побудовано, а складається «таке враження, що елітна група військових, давніх товаришів по зброї короля, вдалась до оргії військової архітектурної виразності на практично необмеженому бюджеті».

#### Палацова архітектура і символіка

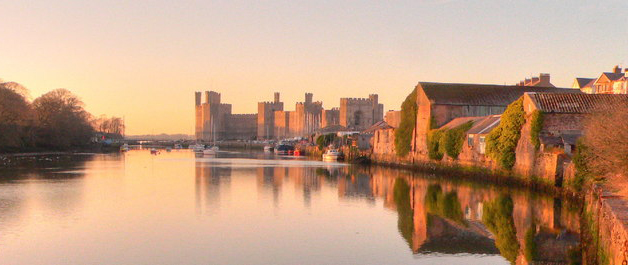
Замок Карнарвон був призначений для функціонування в ролі королівського палацу, і використовував візантійські або римські образи, щоб підтримати легітимність Едуарда

Архітектурні дослідження наприкінці 20 — на початку 21 століття менше орієнтувались на військові аспекти укріплень, і більше — на їхні ролі як розкішних палаців і символів королівської влади. Кожен із замків був розроблений, щоб бути підходящим для утримання королівського двору, якщо він туди приїде. Наприкінці 13 століття це означало наявність декількох наборів особистих покоїв, ненав'язливі сервіс, зручності і безпеку, роблячи, по суті, їх королівським палацом в мініатюрі. Деякі з них вціліли в основному недоторканими; наприклад, історик Джеремі Ашбі вважає, що Конві має «найкраще збережені середньовічні приватні королівські покої в Англії та Уельсі», включаючи приватний сад для королеви. Коли вони були вперше збудовані, замки були більш кольоровими, ніж сьогодні, згідно моди 13 століття. У Конві, наприклад, стіни були білі з лимонним рендерингом, і отвори риштування в стінах могли використовуватись для того, щоб вішати на стіни пофарбовані щити (targes).
Замки робили чітку, імперську заяву про наміри Едуарда правити Північним Уельсом на постійній основі.  Як вже зазначалося, вони, як правило, знаходиться на територіях, які були пов'язані з колишніми валлійськими князями. Карнарвон особливо виділяється використанням смуг кольорового каменя в стінах, статуями орлів і багатокутними, а не круглими вежами. Активна наукова дискусія з приводу тлумачення цих рис триває. Так, історик Арнольд Тейлор стверджував, що конструкція замку символізує стіни Константинополя. Свідоме використання образів з Візантійської Римської імперії було, отже, ствердженням правління Едуарда І. Остання робота історика Ебігейл Вітлі припускає про те, що дизайн Карнарвона був дійсно ствердженням влади Едуарда, але він спирався на образи з римських споруд у Великій Британії з метою створення алюзії Артурівської легітимності короля.

#### Вплив Савою
|                                                               |  |  |
| Стіни та вежі замку Сайльон та зубчасті стіни замку Ла Батьяз |  |  |

Замки Едуарда мають сильні архітектурні посилання на замки і міські мури, побудовані в Савойському королівстві (в сучасній Північній Італії і Швейцарії) в той же період. Схожість між двома наборами будівель вперше зазначив історик Арнольд Тейлор в 1950-х роках. Подібності включають напівкруглі двері, арки, віконні стилі, виступаючі вежі, позиціонування отворів ритшування, високі круглі вежі, зубчасті стіни з вежами, присутні у замках Едуарда в Північному Уельсі можна побачити у Савойї, наприклад у мурах замків Сайльон, Ла Батьяз і Шильон (всі три — сучасна Швейцарія). Багато з цих подібностей вважались результатом впливу савойського архітектора, майстра Джеймса з Сент-Джорджа, який працював на Едуарда I і привіз з собою інших савойських архітекторів до Північного Уельсу.
Однак на початку 21-го століття дослідження припустили, що роль майстра Джеймса і вплив савойців в цілому, можливо, були перебільшені. Кам'яні кладки споруд в Північному Уельсі були істотно вищої якості, ніж в Північній Італії, а головні особливості, такі як надбрамні будинки, — не зустрічались у Савойї. Дослідження також показують, що майстер Джеймс, ймовірно, мав більше функції управління проектами, а не функцію архітектурного проектування. Крім того, в деяких випадках відповідні савойські споруди були побудовані вже після того, як Джеймс покинув регіон, а отже він їх ніколи не бачив. Тому схожість архітектурних деталей може бути результатом ролі не однієї особи, а більш широкої ролі савойських майстрів й інженерів проектів.

### Ділянки

#### Замок Бомаріс

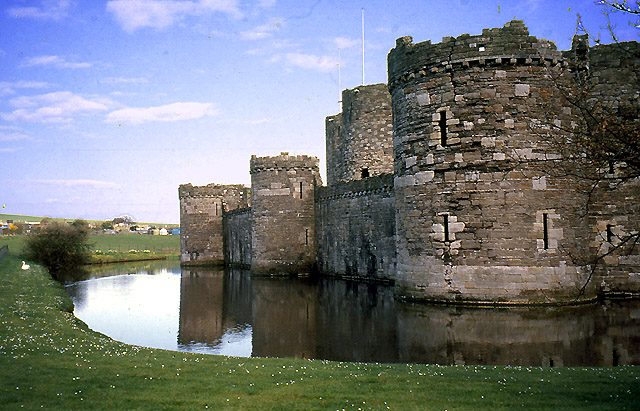
Рів та північно-західна стіна зовнішнього двору Бомаріс

Замок Бомаріс був зведений на висоті рівня моря і був побудований з місцевого каменю острова Англсі. Конструкція замку мала внутрішній і зовнішній украплений двір: мури останнього були зовні оточені ровом, зараз частково засипаним. Головним входом у замок були «Ворота поруч моря», поруч з припливним доком замку, який дозволяв поставки в замок безпосередньо морем. Док був захищений стіною, пізніше названою «Проходом артилеристів», і платформою для стрільби, на якій можливо колись у середні віки був розміщений требушет. Зовнішні укріплення складались з восьмисторонньої куртини з дванадцятьма вежами; один прохід вів до «Воріт поруч моря», а інший — до воріт Лланваес на північній стороні замку. Стіни внутрішнього укріплення були міцнішими за зовнішні, з величезними баштами і двома великими надбрамними будинками. Внутрішній двір був призначений для житлових та інші внутрішніх приміщень замку; будівлі простягались вздовж західної і східної сторін двора, деякі залишки камінів цих будівель до цих пір можна побачити в кладці.
Історик Арнольд Тейлор описав Бомаріс як «найдосконаліший приклад симетричного концентричного планування» Британії, і протягом багатьох років замок вважався вершиною військового будівництва під час правління Едуарда I. ЮНЕСКО назвало замок «унікальним мистецьким досягненням» за поєднання в замку «характерних для 13 століття конструкцій з подвійними мурами з центральним планом» і краси «пропорцій і кам'яної кладки».

#### Замок Гарлек

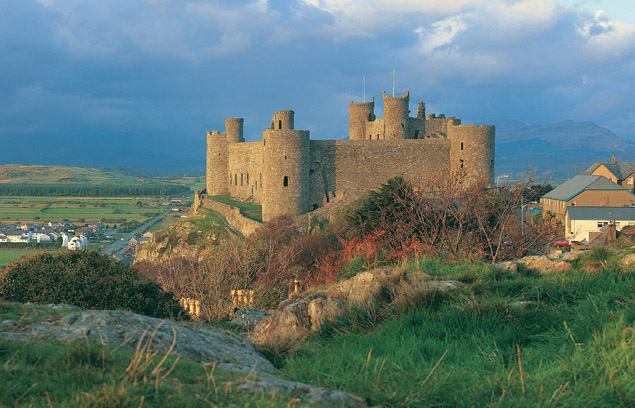
Замок Гарлек

Замок Гарлек стоїть на виступі скелі під назвою Купол Гарлек. З півночі і заходу пагорб різко обривається, для захисту інших підходів до замку у скелі був вирубаний рів. Замок має концентричну конструкцію, де одна лінія оборонних споруд оточує другу, утворюючи внутрішній і зовнішній двори; зовнішня стіна колись була трохи вище, ніж сьогодні. Гарлек побудований з місцевого сіро-зеленого піщаника, з великими правильними блоками, використаними для веж, та неправильним камінням, можливо, взятим з рову, — для стін. Головний вхід в замок потребував перетину східного кам'яного мосту через рів між двох його веж та проходу через головну браму з надбрамним будинком; сьогодні мало що залишилося від веж мосту, а сам міст замінений на дерев'яний шлях. Водяні ворота височіють над сходами у 127 сходинок, які спускаються до підніжжя скелі.
Надбрамний будинок має дві масивних «D-подібних» захисних вежі, які стоять по боках від входу. Прохід у замок охороняли три герси і не менше двох важких дверей. Надбрамний будинок має два верхні поверхи, розбиті на кімнати.  На кожному поверсі є три великих вікна з видом на внутрішній двір; другий поверх додатково має два додаткові величезні вікна з боків будівлі. Будинок має каміни і колись мав великі димоходи. Внутрішній двір охороняють чотири величезні круглі вежі, в яких в різний час розташовувалися темниці і артилерійська майстерня. По периметру внутрішнього двору були побудовані кілька ліній будинків, в тому числі каплиця, кухня, будинки обслуговування, комора і велика зала. Бійниці, можливо, спочатку мали потрійний шпиль аналогічно Конві, хоча зараз від них мало що залишилося.

#### Замок Карнарвон і міські стіни
|                                                                                |  |  |
| Північно-східна вежа Карнарвона (зліва), та міські мури поруч з морем (справа) |  |  |

Замок Карнарвон розділений на верхній і нижній двір. В нижньому дворі містилися королівські апартаменти, а верхній складався з будинків обслуговування та приміщень для гарнізону. Двори були оточені куртиною, захищеною багатокутними вежами. Оборонні вогневі галереї були побудовані вздовж південного боку замку. До замку є два основних входи,  - Ворота короля, що ведуть з міста, і Ворота королеви, що дозволяють більш прямий доступ в замок. Від будівель, що колись стояли в замку, лишились лише фундаменти. Якби Карнарвон був завершений, як планувалося, він зміг би утримувати королівський двір у кілька сотень людей. На думку військового історика Аллена Брауна, Карнарвон був «одним з найбільш грізних концентрацій вогневої сили в Середньовіччі».
Міські мури Карнарвона є безперервним ланцюгом довкола міста довжиною 734 м та оточують 4,18 га. Вони в основному побудовані з того ж карбонового вапняку, що і замок. Вісім веж на мурах в основному не мають внутрішніх стін і спочатку включали знімні дерев'яні мости, щоб дозволити ізолювати секції стін від нападників. Два первісні входи в місто були через західні і східні ворота. Західні ворота виходили на гавань і були також відомі як «Золоті Ворота», названі на честь головних воріт в місто Константинополь.

#### Замок Конві і міські стіни
|                                             |  |  |
| Замок (зліва) та міські мури (справа) Конві |  |  |

Замок Конві обіймає скелясту прибережну гряду з сірого пісковику та вапняку, і більшість каменю замку взята з самої гряди, напевно, коли ділянку початково рівняли. Замок в плані має прямокутну форму і розділений на внутрішній і зовнішній двір, з чотирма великими баштами на кожній стороні. Головний вхід до замку — через західний барбакан (зовнішнє укріплення перед головними воротами). У барбакані збереглися найраніші кам'яні машикулі у Великій Британії. Потаємні (задні) ворота колись вели вниз до річки, де був побудований невеликий док, який дозволяв ключовим відвідувачами замку потрапляти в нього непомітно та отримувати постачання замку суднами. Зовнішній двір Конві початково був переповнений адміністративними та службовими будівлями. Внутрішній двір від зовнішнього відділяла стіна, підйомний міст і ворота, захищені ровом, вирубаним в скелі. Всередині він містив приміщення  для королівського двору, їх найближчих слуг та службові приміщення. На східній стороні внутрішнього двору є ще один барбакан, який огороджує сад замку.
Міські мури Конві, що переважно вціліли, оточують місто трикутником периметром 1,3 км і вміщують 10 га. Вони в основному побудовані з того ж місцевого пісковику і вапняку, що і замок, але на верхніх частинах східної стіни додатково використовувався ріолит. Коли стіни були лише побудовані, вони ймовірно були оштукатурені і побілені.< Вежі, які збереглися до 21 ст., в основному не містять стін всередині веж, і колись мали в комплекті знімні дерев'яні мости, щоб ізоляцію секцій стін від нападників. Верхівки стін мають незвичайний дизайн, який використовує послідовність консолей, які забезпечують рівну, порівняно широку тропу на стіні. В південну міську стіну вбудовано унікальний набір із дванадцяти середньовічних туалетів, спочатку ймовірно для використання королівськими слугами, які працювали в сусідніх будівлях у 13 столітті.